# Hippopede
Een hippopede (Oudgrieks ἱπποπέδη, paardenkluister) is een vlakke meetkundige figuur die ontstaat door een torus te snijden met een vlak dat evenwijdig is met de as van de torus en de torus op een welbepaalde manier snijdt. De figuur werd reeds in de oudheid bestudeerd door Eudoxus van Cnidus en Proclus Diadochus.

## Constructie

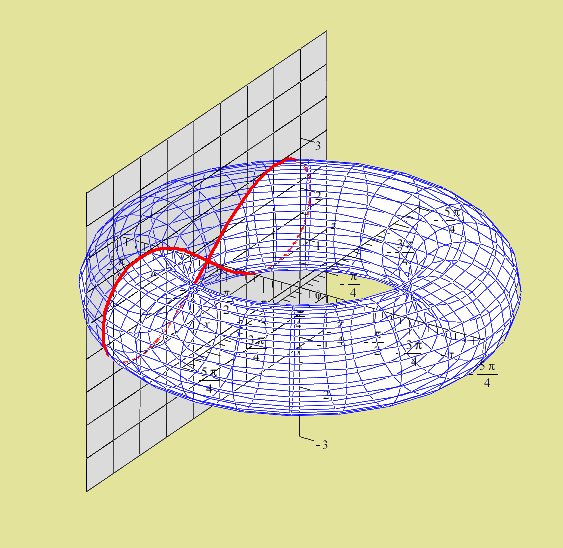
Een hippopede ontstaat als de snijding van een torus met een raakvlak in een punt van de binnencirkel van de torus.

Een torus is een ruimtelijke figuur die ontstaat door een cirkel met straal {\displaystyle r} te laten wentelen rond een rechte die gelegen is in hetzelfde vlak als de cirkel. Stel dat de afstand van het middelpunt van deze cirkel tot de rechte waarrond hij wentelt gelijk is aan {\displaystyle R.} Indien {\displaystyle R>r} ontstaat een torus, een figuur in de vorm van een donut. Het punt op de cirkel dat het dichtst bij de rechte ligt beschrijft zelf een cirkelbaan, de binnencirkel van de torus. Deze heeft dus een straal {\displaystyle R-r.} Wanneer in een punt op die binnencirkel het raakvlak wordt beschouwd, zal dit raakvlak de torus snijden volgens een min of meer achtvormige figuur. Deze doorsnede is een hippopede. 
Indien men {\displaystyle R} verlaagt wordt de centrale opening van de torus kleiner en verdwijnt op het moment dat {\displaystyle R=r.} Indien {\displaystyle R<r} snijdt de torus zichzelf. Maar ook in die gevallen kan op dezelfde manier een hippopede geconstrueerd worden.
In poolcoördinaten is de vergelijking:
{\displaystyle r^{2}(\theta )=4R(r-R\sin ^{2}(\theta ))}
In cartesische coördinaten wordt de hippopede gegeven door de impliciete functie:
{\displaystyle (x^{2}+y^{2})^{2}+4R(R-r)(x^{2}+y^{2})=4R^{2}x^{2}}

## Mogelijke vormen

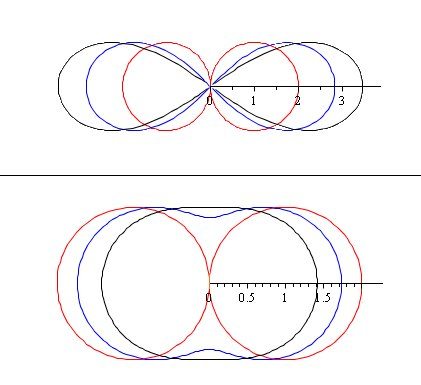
Verschillende vormen van hippopedes: bovenaan hippopedes die ontstaan vanuit een torus met een centrale opening, onderaan hippopedes die ontstaan vanuit een zelfsnijdende torus. Het grensgeval tussen beide figuren is de hippopede bestaande uit twee rakende cirkels, getekend in het rood.

De vorm van de hippopede wordt bepaald door de verhouding R/r. Bijvoorbeeld, op de figuur met de constructie is {\displaystyle R>r} zodat de verhouding R/r>1. Het raakvlak in een punt van de binnencirkel snijdt de torus volgens een achtvormige figuur.
- Indien {\displaystyle R/r>1} heeft de hippopede de vorm van een acht. De hoek waaronder de acht zichzelf in zijn middelpunt snijdt, wordt kleiner naarmate {\displaystyle R/r} groter is. Indien {\displaystyle R/r=2} is de hippopede het lemniscaat van Bernoulli.
- Indien {\displaystyle R/r=1} bestaat de hippopede uit twee rakende cirkels met straal {\displaystyle r.}
- Indien {\displaystyle R/r<1} bestaat de hippopede uit één enkele lus die zichzelf niet meer snijdt. Naarmate {\displaystyle R/r} kleiner wordt de inzinking onder- en bovenaan kleiner en verdwijnt bij {\displaystyle R/r=1/2} De hippopede evolueert vervolgens naar een steeds kleiner wordende ovale vorm en wordt ten slotte een punt indien {\displaystyle R/r=0.}

Voor elke keuze van haar parameters is de hippopede symmetrisch tegenover de x-as, de y-as en de oorsprong (0,0).